# Mistrzostwa Świata Wojskowych w Zapasach 2003
XXII Mistrzostwa Świata Wojskowych w zapasach w 2003 rozgrywane były w dniach 2 – 10 sierpnia w Stambule w Turcji.

## Tabela medalowa
Gospodarz zawodów został zaznaczony kolorem.
| Poz. | Państwo           |    |    |    | Łącznie |
| ---- | ----------------- | -- | -- | -- | ------- |
| 1    | Turcja            | 8  | 3  | 1  | 12      |
| 2    | Azerbejdżan       | 2  | 1  | 2  | 5       |
| 3    | Stany Zjednoczone | 2  | 0  | 1  | 3       |
| 4    | Niemcy            | 1  | 2  | 1  | 4       |
| 5    | Korea Południowa  | 1  | 0  | 3  | 4       |
| 6    | Polska            | 0  | 2  | 1  | 3       |
| -    | Ukraina           | 0  | 2  | 0  | 2       |
| 8    | Uzbekistan        | 0  | 1  | 1  | 2       |
| -    | Białoruś          | 0  | 1  | 1  | 2       |
| 10   | Syria             | 0  | 1  | 0  | 1       |
| -    | Rumunia           | 0  | 1  | 0  | 1       |
| 12   | Grecja            | 0  | 0  | 2  | 2       |
| 13   | Litwa             | 0  | 0  | 1  | 1       |
|      | Łącznie           | 14 | 14 | 14 | 42      |

## Rezultaty

### Mężczyźni

#### Styl klasyczny
| Konkurencja         | Złoto            | Srebro              | Brąz                |
| Kategoria do 55 kg  | Bayram Özdemir   | Oleg Kuczerenko     | Natiq Eyvazov       |
| Kategoria do 60 kg  | Taleh İsrafilov  | Zakaria Al-Nashid   | Christos Gikas      |
| Kategoria do 66 kg  | Elbrus Mammadov  | Selçuk Çebi         | Lee Jin-ho          |
| Kategoria do 74 kg  | Mahmut Altay     | Wasyl Raczyba       | Adam Jureczko       |
| Kategoria do 84 kg  | Nazmi Avluca     | Artur Michalkiewicz | Shota Narmanya      |
| Kategoria do 96 kg  | Mirko Englich    | Roman Timoniakin    | Mindaugas Ežerskis  |
| Kategoria do 120 kg | Yekta Yılmaz Gül | Andrzej Wroński     | Ksenofon Kutsiumbas |

#### Styl wolny
| Konkurencja         | Złoto          | Srebro              | Brąz                   |
| Kategoria do 55 kg  | Kim Hyo-seop   | Ramazan Demir       | Asgarkhan Navruzov     |
| Kategoria do 60 kg  | Jason Kutz     | Nazim Əlicanov      | Tevfik Odabaşı         |
| Kategoria do 66 kg  | Mehmet Yozgat  | Damir Zachartdinow  | Kim Dae-sung           |
| Kategoria do 74 kg  | Hakkı Ceylan   | Dominik Zeh         | Kim Youn-ho            |
| Kategoria do 84 kg  | Gökhan Yavaşer | Vasili Marudenko    | Magomedali Gadshilalov |
| Kategoria do 96 kg  | Hakan Koç      | Marcel Mihai Storia | Jason Loukides         |
| Kategoria do 120 kg | Dominic Black  | Recep Kara          | Radosław Jankowski     |